# Anthony Bean
Anthony Russell Bean (* 19. Dezember 1957 in Nambour, Queensland) ist ein australischer Botaniker. Sein botanisches Autorenkürzel lautet „A.R.Bean“.
Derzeit ist Bean beim Queensland Herbarium und bei den Brisbane Botanic Gardens beschäftigt.